# Doris Moromisato
Doris Moromisato Miasato (Chambala, Lima, 1962 - ) es  poeta, narradora, ensayista, investigadora y gestora cultural peruana. Hija de inmigrantes japoneses de Okinawa. Es egresada de Derecho y Ciencias Políticas por la Universidad Nacional Mayor de San Marcos. Fue Directora Cultural de la Cámara Peruana del Libro durante 11 años. Es embajadora de Buena Voluntad de Okinawa. Integra el movimiento feminista del Perú desde 1981. Ha fundado el Centro de Comunicación y Cultura para la Mujer. Ha colaborado con los diarios El Comercio y Apertura. En la actualidad forma parte de Kimochi Gestión Cultural.

## Biografía
Nació en Chambala, zona de Huachipa, Lima, en el año de 1962. Hija de campesinos okinawenses, es la última de once hijos de una familia budista. A causa de las costumbres japonesas, la escritora, con solo nueve años ya tenía un prometido para contraer matrimonio cuando creciera. Estudió en una escuela fiscal de mujeres en Vitarte. Su padre falleció cuando ella tenía dieciocho años y su madre cuando la autora contaba con veinticinco, edad en la que sale del lugar de origen y va a vivir a un pueblo joven. En 1988, publica su primer poemario Morada donde la luna perdió su palidez, libro compuesto por diecisiete poemas. En 1990 Obtuvo una mención especial en el Primer Concurso de Cuento Magda Portal, convocado por el Centro de la Mujer Peruana Flora Tristán. En 1993 publica dos plaquetas llamadas Más allá del espejo y La invención del espejo con la ayuda de COMYC y RENACE. Integró el grupo NoEvas junto a Rocío Castro y Violeta Barrientos. En el 2020 forma parte de la exposición "La vida sin plazos, escritoras en la ciudad de los 90" en la Casa de la Literatura Peruana

## Publicaciones

### Poesía
- Morada donde la luna perdió su palidez, Cuarto Lima Ed., 1988;[1]
- Chambala era un camino, Lima, NoEvas Editoras, 1999;[2]
- Diario de la mujer es ponja, Lima, Ediciones Flora Tristán, 2004;[3]
- Paisaje Terrestre, Lima, NoEvas Editoras y RENACE Perú, 2007.

### Cuento
- La misteriosa metáfora del cuento
- El riachuelo de Ie, Lima, Flora Tristán,1990
- A flor de piel, quince versiones del erotismo en el Perú, Lima, PEISA, 1993

### Investigación
Como investigadora de la comunidad japonesa en el Perú ha publicado los siguientes textos:  
- "Okinawa: un siglo en el Perú" (En coautoría con Juan Shimabukuro Inami), Lima, Ediciones OKP, 2006;[4]
- "Crónicas de las mujeres nikkei", Lima, Asociación Peruano Japonesa, 2019.[5]

### Obra publicada en antologías
- José Beltrán Peña: Antología de la poesía peruana: generación del 80, Estilo y Contenido Ediciones, 1990;[6]
- Julio Trujillo: Caudal de piedra: veinte poetas peruanos (1955-1971), Universidad Nacional Autónoma de México, 2005;[7]
- Ricardo González Vigil: Poetas peruanas de antología, Mascapaycha Editores, 2009.
- Poesía en Un otoño azul. Arequipa, Cuervo Editores - Alianza Francesa de Arequipa, 2018. Compilación de Gloria Mendoza Borda. ISBN 978-612-4683190.[8][9]